# Gergely Váradi
Gergely Váradi (Tatabánya, 25 de enero de 1996) actor húngaro, conocido principalmente por su papel de Geri Demeter en la serie de HBO Max El Informante (2022).

## Biografía
Váradi nació en Tatabánya, Komárom-Esztergom. A los 10 años participó en la representación de El alma buena de Szechwan, dirigida por la actriz ganadora del premio Jászai Mar, Eszter Novák. En 2016 se graduó del Instituto Ady Endre de Debrecen. Entre 2016 y 2021 asistió a la Universidad de Artes Teatrales y Cinematográficas, donde fue alumno de figuras de la actuación como Réka Pelsőczy y Roland Rába.
En 2019 interpretó a Barnabás en la película Guerilla, que fue presentada en el Festival Internacional de Cine de Berlín. En 2021 tuvo una participación en el filme de comedia negra Kilakoltatás (Eviction) dirigida por Máté Fazekas, que fue rodada entre julio de agosto de 2020 en Maglód.
En 2022 ganó reconocimiento al protagonizar la primera serie húngara de la plataforma de streaming HBO Max, El Informante (A besúgó). La trama gira en torno un estudiante universitario durante la Hungría comunista, que es chantajeado por la Seguridad del Estado para espiar a un militante prodemocracia. Los dos primeros episodios fueron estrenados el 1 de abril en 61 países.

## Filmografía

### Televisión
| Año  | Título   | Cadena  | Rol          | Notas        |
| ---- | -------- | ------- | ------------ | ------------ |
| 2022 | A besúgó | HBO Max | Geri Demeter | Protagonista |

### Cine
| Año  | Título       | Rol      | Director           |
| ---- | ------------ | -------- | ------------------ |
| 2019 | Guerilla     | Barnabás | György Mór Kárpáti |
| 2021 | Kilakoltatás | Karesz   | Máté Fazekas       |